# Franz Wittmann
Franz Wittmann (Ramsau, 7 april 1950) is een Oostenrijks voormalig rallyrijder.

## Carrière
Franz Wittmann debuteerde in 1971 in de rallysport. In de loop van de jaren zeventig profileerde hij zich succesvol in het Oostenrijks rallykampioenschap, waar hij in 1976 voor het eerst kampioen in werd. Uiteindelijk zou Wittmann tot aan 2001 het kampioenschap elf keer op zijn naam schrijven, waarmee hij wat dat betreft recordhouder is.

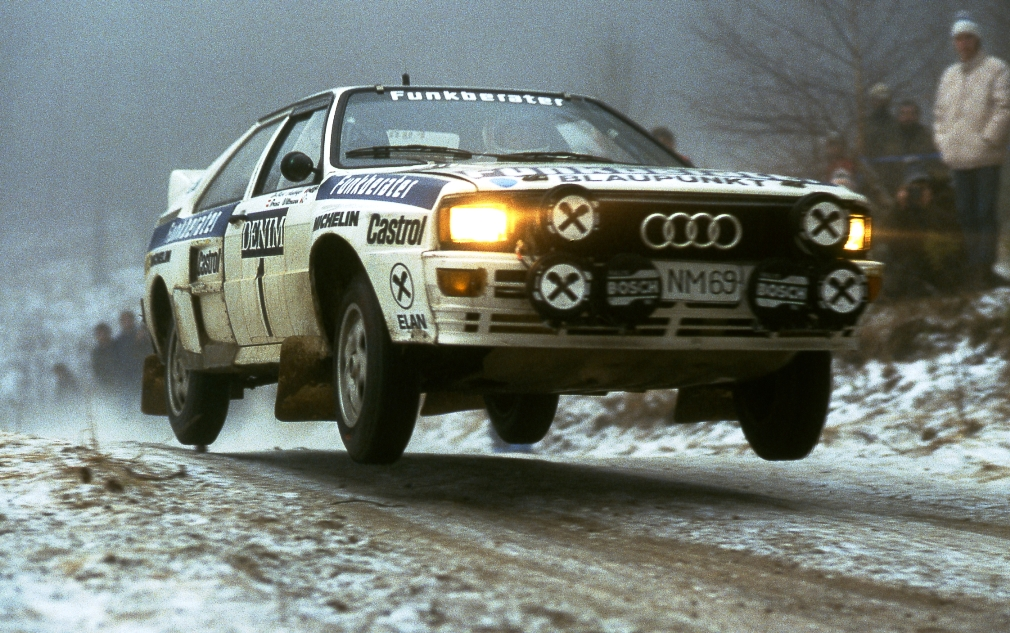
Wittmann actief met de Audi quattro tijdens de Jänner Rallye in 1984, een rally die hij tien keer won

Ook op internationaal niveau kwamen er goede resultaten (hij werd Europees vice-kampioen in 1978), wat leidde tot zijn betrokkenheid bij het Audi project met de Audi quattro. In 1980 debuteerde hij deze auto, die de revolutie van vierwielaandrijving zou ontsteken in de rallysport. Wittmann was ook de eerste die er in januari 1981 een rally mee wist te winnen. Hij bleef een paar jaar fabrieksrijder bij Audi, waarvoor hij onder meer uitkwam in het Wereldkampioenschap rally. Zijn beste resultaat met hen was een derde plaats tijdens de Portugese WK-ronde in 1982. Een dieptepunt in zijn carrière beleefde hij in deze periode echter ook, toen hij tijdens de Rally van Finland in 1981 na aankomst van de vierde klassementsproef in het donker op de wagen van een tijdopnemer in reed. Hij raakte een aantal personen, waaronder de FIA observeerder Costas Glossotis uit Griekenland, en de voorzitter van de Finse autosportbond AKK, Raul Falin, die overleed aan de gevolgen van het ongeval. Na zijn jaren bij Audi werd Wittmann fabrieksrijder bij Volkswagen, die halverwege de jaren tachtig actief waren in het WK met een Groep A Volkswagen Golf GTI. Voor hen reed hij twee seizoenen lang, waarmee hij enkele top tien resultaten zou boeken. Zijn grootste succes in het WK liet echter tot zich wachten met een privé-ingeschreven deelname aan de WK-ronde van Nieuw-Zeeland in 1987. Achter het stuur van een Lancia Delta HF 4WD schreef hij daar zijn eerste en ook enige WK-rally op zijn naam. Het jaar daarop behaalde hij in soortgelijk materiaal ook nog een derde plaats in de WK-ronde van Argentinië. Wittmann staakte enige tijd zijn activiteiten als rallyrijder, maar keerde in de loop van de jaren negentig weer terug in het Oostenrijks kampioenschap, waar hij wederom successen in zou behalen.
Wittmanns zoon Franz junior is ook actief geweest als rallyrijder, en nam onder meer met een Peugeot 207 S2000 deel aan de Intercontinental Rally Challenge. In 2006 verloor Franz Wittmann zijn 17-jarige dochter Julia, die overleed in een verkeersongeval.

## Complete resultaten in het Wereldkampioenschap rally

### Overwinningen
| Nr. | Seizoen | Rally                                 | Navigator       | Auto                |
| --- | ------- | ------------------------------------- | --------------- | ------------------- |
| 1   | 1987    | 18th AWA Clarion Rally of New Zealand | Jörg Pattermann | Lancia Delta HF 4WD |

### Overzicht van deelnames
| Seizoen | Inschrijving               | Auto                    | 1      | 2   | 3      | 4      | 5      | 6      | 7      | 8     | 9      | 10     | 11  | 12  | 13  | Pos. | Punten |
| ------- | -------------------------- | ----------------------- | ------ | --- | ------ | ------ | ------ | ------ | ------ | ----- | ------ | ------ | --- | --- | --- | ---- | ------ |
| 1973    | Franz Wittmann             | Volkswagen 1303S        | MON    | ZWE | POR    | KEN    | MAR    | GRI    | POL    | FIN   | OOS 12 | ITA    | VST | FRA | GBR | -    | -      |
| 1975    | Franz Wittmann             | BMW 2002                | MON    | ZWE | KEN    | GRI    | MAR    | POR    | FIN NF | ITA   | FRA    | GBR    |     |     |     | -    | -      |
| 1976    | Franz Wittmann             | BMW 2002                | MON    | ZWE | POR NF | KEN    | GRI    | MAR    | FIN    | ITA   | FRA    |        |     |     |     | -    | -      |
| 1976    | Franz Wittmann             | Opel Kadett GT/E        |        |     |        |        |        |        |        |       |        | GBR NF |     |     |     | -    | -      |
| 1977    | Bosch Racing Team - Vienna | Opel Kadett GT/E        | MON    | ZWE | POR 7  | KEN    | NZL    | GRI NF | FIN 7  | CAN   | ITA    | FRA    | GBR |     |     | -    | -      |
| 1979    | Audi Motorsport            | Audi 80 GLE             | MON    | ZWE | POR    | KEN    | GRI    | NZL    | FIN 26 | ITA   | CAN    | FRA    | GBR | IVK |     | -    | 0      |
| 1980    | Franz Wittmann             | Porsche 911 SC          | MON    | ZWE | POR    | KEN    | GRI NF | ARG    | FIN    | NZL   | ITA    | FRA    | GBR | IVK |     | -    | 0      |
| 1981    | Franz Wittmann             | Porsche 911 SC          | MON    | ZWE | POR NF |        |        |        |        |       |        |        |     |     |     | -    | 0      |
| 1981    | Franz Wittmann             | Lada 1600               |        |     |        | KEN NF | FRA    |        |        |       |        |        |     |     |     | -    | 0      |
| 1981    | Audi Sport                 | Audi quattro            |        |     |        |        |        | GRI EX | ARG    | BRA   | FIN NF | ITA    | IVK | GBR |     | -    | 0      |
| 1982    | Audi Sport                 | Audi quattro            | MON    | ZWE | POR 3  | KEN    | FRA NF |        |        |       |        | ITA NF | IVK | GBR |     | 15   | 12     |
| 1982    | Porsche Austria            | Audi quattro            |        |     |        |        |        | GRI NF | NZL    | BRA   | FIN    |        |     |     |     | 15   | 12     |
| 1983    | Funkberaterring Rally Team | Audi quattro A1         | MON    | ZWE | POR 7  | KEN    | FRA    | GRI 7  | NZL    | ARG   | FIN    | ITA    | IVK | GBR |     | 27   | 8      |
| 1984    | Franz Wittmann             | Audi quattro A2         | MON    | ZWE | POR    | KEN 8  | FRA    | GRI    | NZL NF | ARG   | FIN    | ITA    | IVK | GBR |     | 43   | 3      |
| 1985    | Volkswagen Motorsport      | Volkswagen Golf GTI     | MON    | ZWE | POR NF | KEN    | FRA NF | GRI 9  | NZL    | ARG   | FIN 12 | ITA 9  | IVK | GBR |     | 50   | 4      |
| 1986    | Volkswagen Motorsport      | Volkswagen Golf GTI 16V | MON 10 | ZWE | POR NF | KEN 12 | FRA NF | GRI 9  | NZL    | ARG 7 | FIN    | IVK    | ITA | GBR | VST | 35   | 7      |
| 1987    | Funkberaterring Rally Team | Lancia Delta HF 4WD     | MON    | ZWE | POR    | KEN    | FRA    | GRI    | VST    | NZL 1 | ARG    | FIN    | IVK | ITA | GBR | 14   | 20     |
| 1988    | Lancia Rally Team Austria  | Lancia Delta Integrale  | MON    | ZWE | POR    | KEN    | FRA    | GRI    | VST    | NZL   | ARG 3  | FIN    | IVK | ITA | GBR | 20   | 12     |
| 1989    | Franz Wittmann             | Lancia Delta Integrale  | ZWE    | MON | POR    | KEN    | FRA    | GRI    | NZL    | ARG   | FIN    | AUS NF | ITA | IVK | GBR | -    | 0      |

##### Noot
- Het concept van het Wereldkampioenschap Rally tussen 1973 en 1976, hield in dat er enkel een kampioenschap open stond voor constructeurs.
- In de seizoenen 1977 en 1978 werd de FIA Cup for Drivers georganiseerd. Hierin meegerekend alle WK-evenementen, plus tien evenementen buiten het WK om.